# Kashmira Joglekar
Kashmira Ram Joglekar (* 16. November 1985) ist eine indische Gehörlosen-Badmintonspielerin.

## Karriere
Kashmira Joglekar nahm 2001 an den Deaflympics teil. Dort gewann sie im Mixed Gold gemeinsam mit Rajeev Bagga. Bei den Asian games for Deaf in Taiwan im Jahr 2000 erkämpfte sie sich Silber im Doppel und Bronze im Einzel.